# دالي بيكر
دالي بيكر (بالإنجليزية: Dale Baker)‏ هو سياسي أسترالي، ولد في 30 يناير 1939، وتوفي في 27 مارس 2012 بسبب تصلب جانبي ضموري. حزبياً، نشط في حزب أستراليا الليبرالي (فرع جنوب أستراليا) ‏.

## مناصب
- انتخب Leader of the South Australian Division of the Liberal Party of Australia ‏ (1990 – 1992).
- انتخب وزير المالية (12 ديسمبر 1996 – 13 فبراير 1997).
- انتخب Minister for Primary Industries ‏ (14 ديسمبر 1993 – 22 ديسمبر 1995).
- انتخب زعيم المعارضة [الإنجليزية]‏ (12 يناير 1990 – 11 مايو 1992).
- في 1993 South Australian state election [الإنجليزية]‏، انتخب عضو مجلس النواب جنوب أستراليا من الجمعية عن دائرة Electoral district of MacKillop [الإنجليزية]‏ وقد انضم خلال فترته النيابية ‏ (11 ديسمبر 1993 – 10 أكتوبر 1997) للكتلة البرلمانية حزب أستراليا الليبرالي (فرع جنوب أستراليا) [الإنجليزية]‏.
- انتخب عضو مجلس النواب جنوب أستراليا من الجمعية عن دائرة Electoral district of Victoria [الإنجليزية]‏ وقد انضم خلال فترته النيابية (7 ديسمبر 1985 – 10 ديسمبر 1993) للكتلة البرلمانية حزب أستراليا الليبرالي (فرع جنوب أستراليا) [الإنجليزية]‏.